# Armin Kremer
Armin Kremer (ur. 4 grudnia 1968 w Crivitz) – niemiecki kierowca rajdowy. W swojej karierze zaliczył 12 występów w Rajdowych Mistrzostwach Świata. Był mistrzem Europy w 2001 roku, trzykrotnym mistrzem swojego kraju i mistrzem Azji i Pacyfiku.
W 1995 roku Kremer zadebiutował w Rajdowych Mistrzostwach Świata. Pilotowany przez Svena Behlinga i jadący Fordem Escortem RS Cosworth zajął wówczas 23. miejsce w klasyfikacji generalnej Rajdu Portugalii i 9. w klasie N4. W 1998 roku zajął 8. miejsce w Rajdzie Monte Carlo, najwyższe w swojej karierze w mistrzostwach świata. Łącznie wystartował w 12 rajdach mistrzostw świata, ale nie zdobył w nich punktów.
W 2001 roku Kremer wywalczył wraz z pilotem Fredem Berßenem tytuł mistrza Europy w rajdach za kierownicą Toyoty Corolli WRC. W tamtej edycji zwyciężył w 2 rajdach: Rajdzie Turcji i Rajdzie Bułgarii. Łącznie w mistrzostwach Europy wygrał 12 rajdów. W 2003 roku Kremer wywalczył mistrzostwo Azji i Pacyfiku jadąc Mitsubishi Lancerem Evo 7. W 2004 roku zajął 2. miejsce w tej serii rajdów.
Swoje sukcesy Kremer osiągał także w mistrzostwach Niemiec. Trzykrotnie sięgał po tytuł mistrzowski tego kraju. W 1996 roku wywalczył go jako kierowca Mitsubishi Lancera Evo 3, a w latach 1998 i 1999 – jako kierowca Subaru Imprezy WRC.

## Występy w mistrzostwach świata
| Rok  | Rajd                   | Pilot                | Samochód                    | Pozycja      |
| ---- | ---------------------- | -------------------- | --------------------------- | ------------ |
| 1995 | Rajd Portugalii        | Sven Behling         | Ford Escort RS Cosworth     | 23. miejsce  |
| 1997 | Rajd Monte Carlo       | Sven Behling         | Mitsubishi Lancer Evo 3     | 10. miejsce  |
| 1998 | Rajd Monte Carlo       | Klaus Wicha          | Subaru Impreza WRC          | 8. miejsce   |
| 1999 | Rajd Grecji            | Fred Berßen          | Mitsubishi Carisma GT Evo 5 | nie ukończył |
| 1999 | Rajd Wielkiej Brytanii | Fred Berßen          | Subaru Impreza WRC          | 14. miejsce  |
| 2002 | Rajd Monte Carlo       | Klaus Wicha          | Ford Focus WRC              | 15. miejsce  |
| 2002 | Rajd Katalonii         | Dieter Schneppenheim | Ford Focus WRC              | 15. miejsce  |
| 2002 | Rajd Grecji            | Dieter Schneppenheim | Ford Focus WRC              | nie ukończył |
| 2002 | Rajd Finlandii         | Dieter Schneppenheim | Ford Focus WRC              | nie ukończył |
| 2002 | Rajd Niemiec           | Dieter Schneppenheim | Ford Focus WRC              | nie ukończył |
| 2002 | Rajd Wielkiej Brytanii | Dieter Schneppenheim | Ford Focus WRC              | 14. miejsce  |
| 2004 | Rajd Niemiec           | Fred Berßen          | Toyota Corolla WRC          | nie ukończył |